# Chrysoclystis morbosa
Chrysoclystis morbosa är en fjärilsart som beskrevs av Louis Beethoven Prout 1926. Chrysoclystis morbosa ingår i släktet Chrysoclystis och familjen mätare. Inga underarter finns listade i Catalogue of Life.